# 艾爾拉斯 (阿拉巴馬州)
艾爾拉斯（英語：Elrath）是一個位於美國阿拉巴馬州切羅基縣的非建制地區。該地的面積和人口皆未知。

## 地理
艾爾拉斯的座標為34°08′17″N 85°44′35″W / 34.13805°N 85.74305°W，而該地最高點為海拔高度187米（即614英尺）。